# Nicolás Castro
Nicolás Castro (ur. 1945 w Cholá k. Uspantán, zm. 29 września 1980 w Los Plátanos, departament Quiché) – gwatemalski męczennik, ofiara wojny domowej w Gwatemali, błogosławiony Kościoła katolickiego.

## Życiorys
Urodził się w 1945 roku w Cholá. Był katechetą. Pełnił funkcję nadzwyczajnego szafarza Eucharystii. Żył w związku małżeńskim. 29 września 1980 roku w czasie wojny domowej w Gwatemali został aresztowany i zastrzelony przez szwadrony śmierci w Los Plátanos. 23 stycznia 2020 papież Franciszek podpisał dekret o ich męczeństwie, co otworzyło drogę do beatyfikacji jego i dziewięciu towarzyszy, jako tych, którzy zostali „zamordowani z nienawiści do wiary podczas długotrwałego prześladowania  Kościoła, zaangażowanego w ochronę godności i praw ubogich”, która odbyła się 23 kwietnia 2021 roku.